# شمتو
شمتو (عربی: Chemtou) یک مکان تاریخی در تونس است که در نزدیکی شهر جندوبه واقع شده‌است و به دوره پادشاهان نومیدی در این کشور برمی‌گردد. تاریخ این مکان تاریخی به قرن پنجم قبل از میلاد برمی‌گردد.

## آثار تاریخی
یکی از بارزترین آثاری که در این مکان وجود دارد و پادشاه نومیدی مکیبسا آن را بنا کرده‌است مقبره پدرش ماسینیسا می‌باشد. همچنین در این مکان تاریخی می‌توان آثاری باقیمانده از دوره روم را مانند کاخ نصرت پیروزی، آمفی تئاتر، دکان‌های کوچک و… مشاهده نمود، اسم این مکان ارتباط نزدیک و بهم‌پیوسته زیادی با درجه بالا به سنگ مرمر زرد و گلی رنگی دارد که از نقاط مختلف این مکان استخراج می‌شد. در یک همکاری بین تونس و آلمان حفاری‌هایی برای آماده‌سازی این مکان تاریخی در این مکان انجام شده‌است. این مکان همچنین دارای یک موزه نیز می‌باشد.

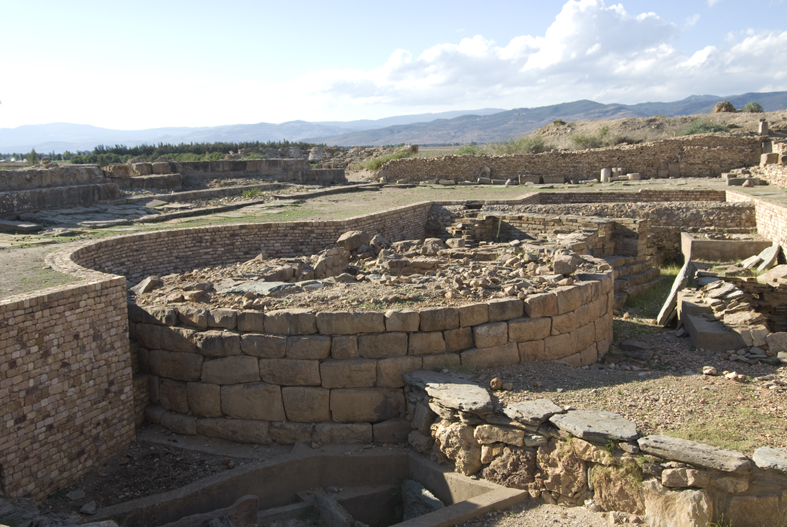
مقبره‌های نومیدیا تحت انجمن روم
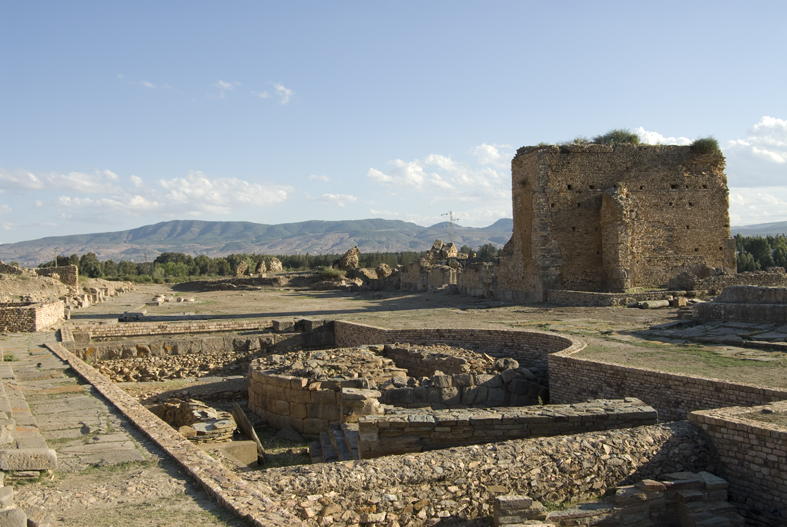
انجمن روم
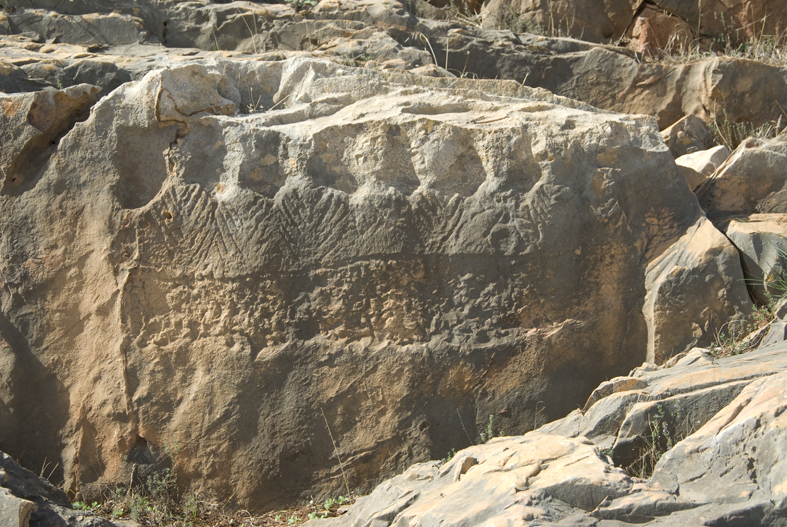
سنگ تسخیر دیموری
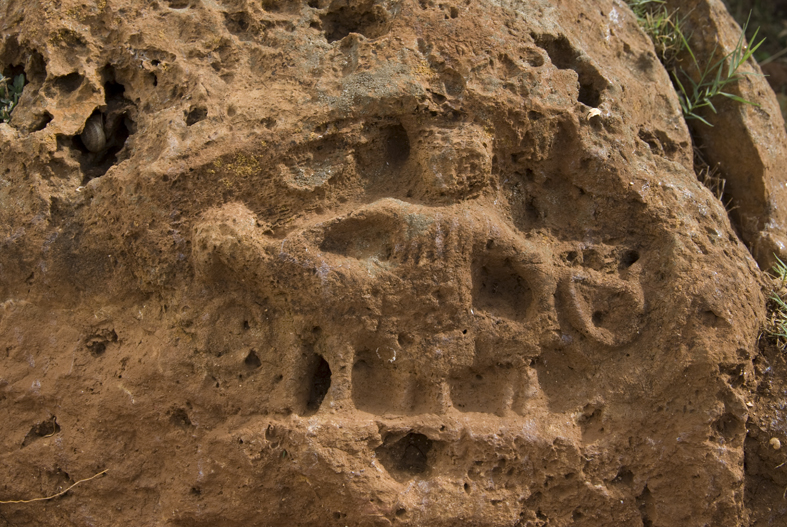
شمتو،  تسکین زحل
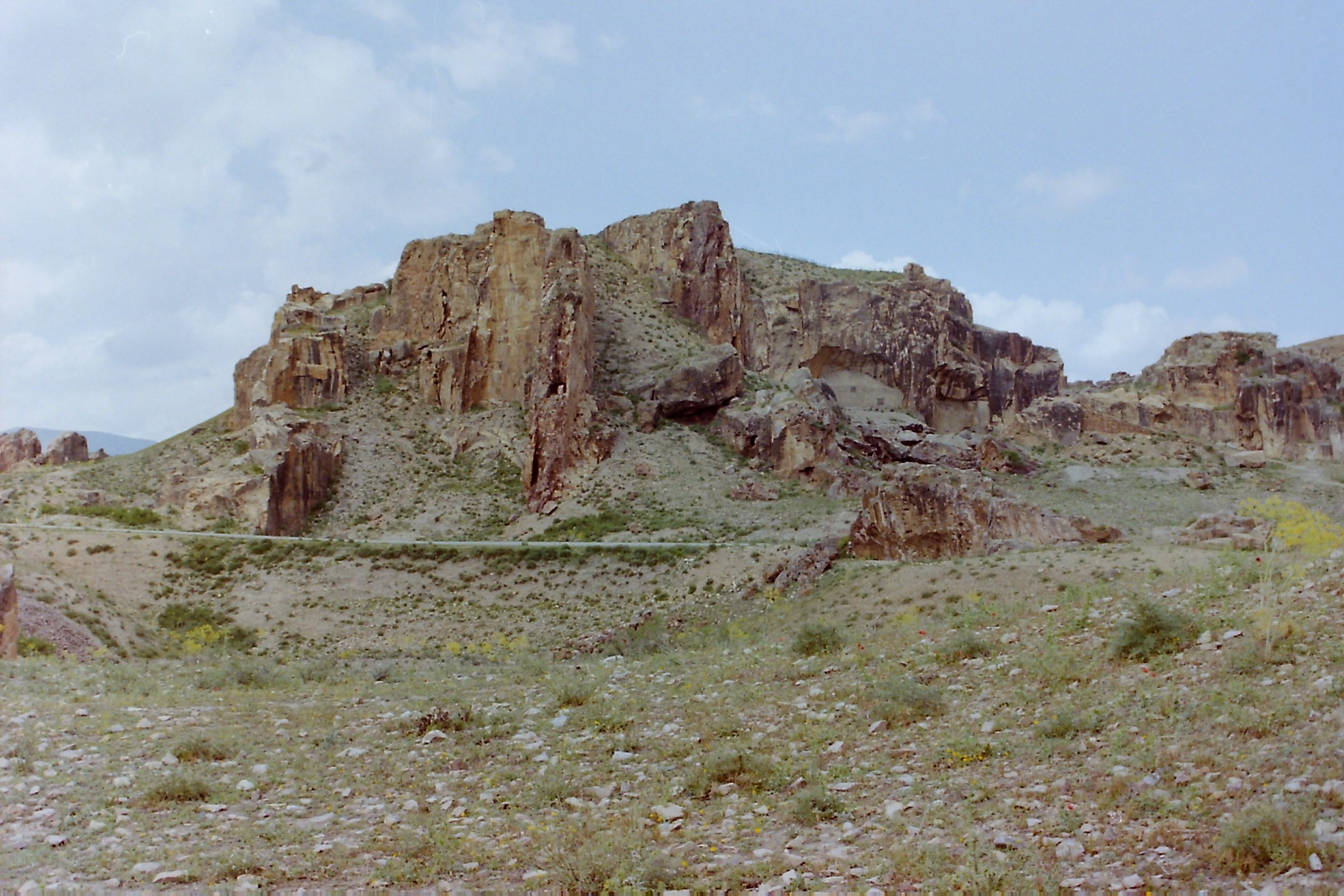
راست چموتو سنگ مرمر کوارتز
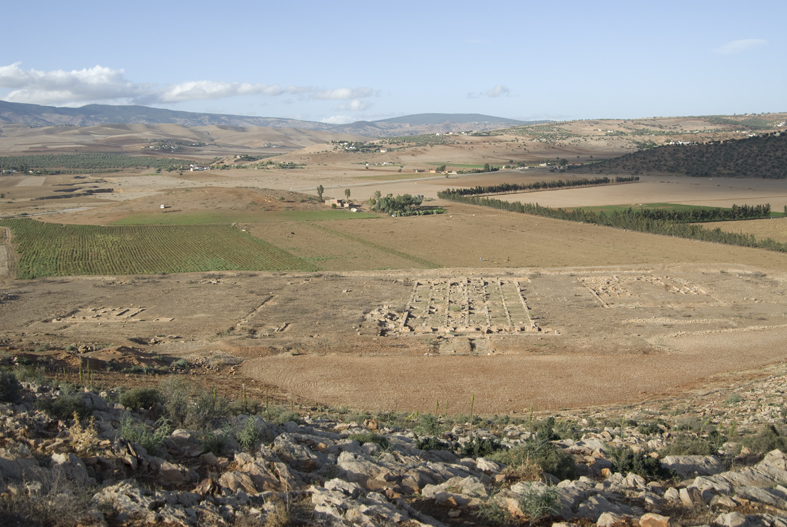
شمتو،  اردوگاه کار روم

## میراث بین‌المللی
تونس اماکن مختلفی را در لایحه میراث جهانی و بین‌المللی به ثبت رسانده‌است، از بین آنها می‌توان مکان شمتو را نام برد که در سال ۲۰۱۲ این مکان را در لیست راهنمایی موقت برای اماکن میراث جهانی قرار داد که خود این لیست ضمیمه لیست اماکن میراث جهانی در تونس می‌باشد.